# Place Victor Hugo

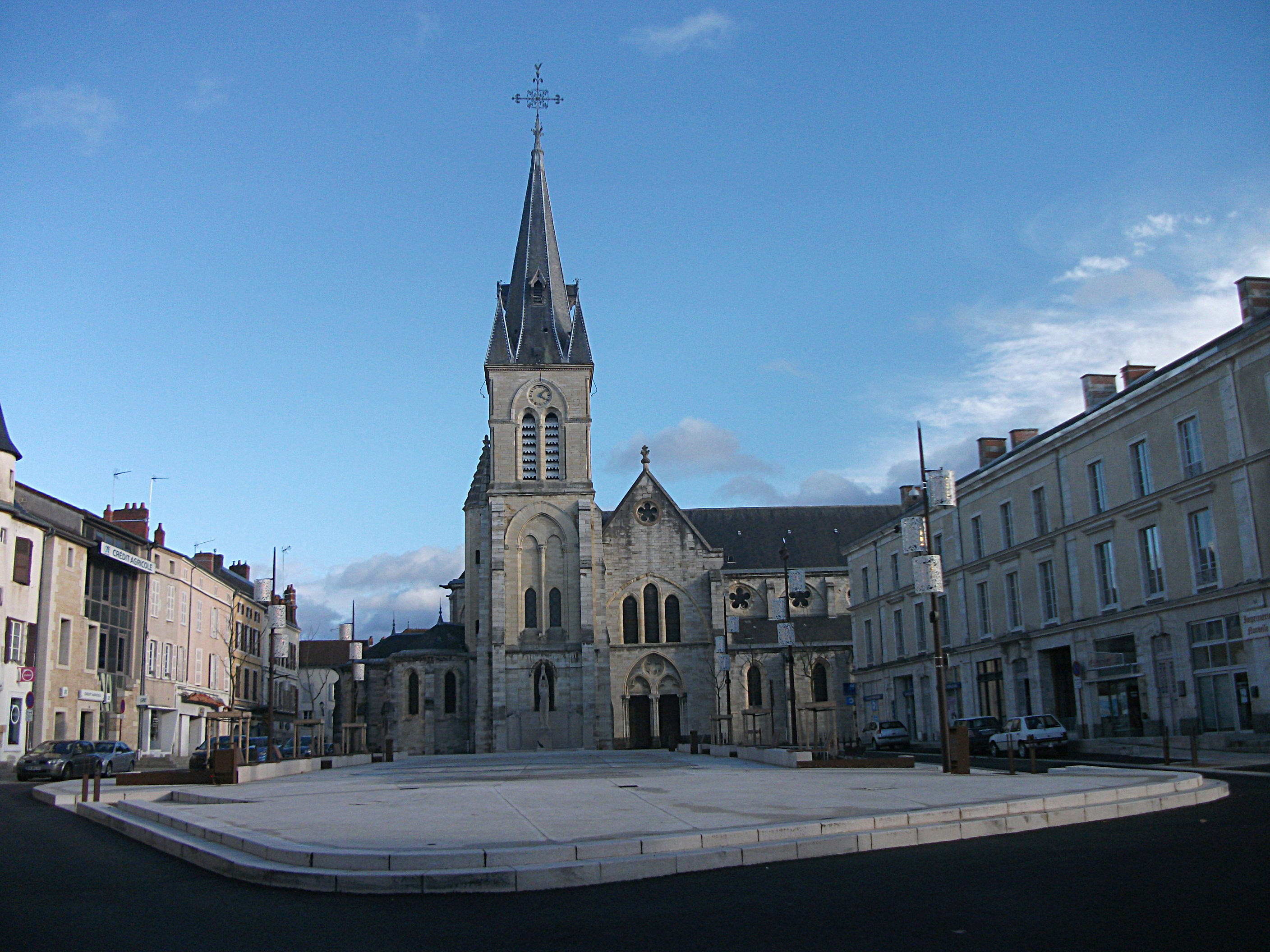
Zicht op de Place Victor Hugo en de kerk Saint-Saturnin vanuit het westen (2019)

De Place Victor Hugo is een plein in het centrum van de Franse gemeente Cusset (Allier). Het plein is omringd door de kerk Saint-Saturnin en verschillende oude gevels, waaronder een gevel van het gemeentehuis. Het plein in zijn huidige vorm gaat terug tot het einde van de 18e eeuw. Aan dit plein lagen tot de Franse Revolutie drie middeleeuwse kerken. 

## Geschiedenis
Al in de Gallo-Romeinse tijd was hier al bebouwing. Bij archeologische opgravingen in 2018 zijn onder de Place Victor Hugo resten van Gallo-Romeinse gebouwen gevonden: uit de eerste eeuw resten van huizen met een stenen basis en een houten bovenbouw; tijdens de tweede eeuw werden hier thermen gebouwd.
In 882 werd de abdij van Cusset, een klooster van benedictinessen gesticht. De abdijkerk Saint-Sauveur lag in het zuidelijk deel van het plein. Deze kerk is afgebroken na de Franse Revolutie. Het klooster herbergt nu het gemeentehuis van Cusset. Naast de abdij ontstond een nederzetting die vanaf de 11e eeuw bloeide dankzij de handel. Voor de inwoners werd aan het einde van de 11e eeuw een parochiekerk gebouwd, de Saint-Saturnin. Deze kerk werd in de tweede helft van de 19e eeuw afgebroken en vervangen door een nieuwe parochiekerk. Deze kerk ligt aan de oostzijde van het plein. Aan de westelijk zijde werd in de tweede helft van de 12e eeuw een derde kerk gebouwd, de Notre-Dame die een Mariabeeld bezat dat bedevaarders aantrok. In 1236 kreeg deze kerk een kapittel van kanunniken. De kerk werd afgebroken in 1793 maar het kanunnikenhuis aan de noordzijde van het plein bleef bewaard. Aan de verschillende kerken waren ook kerkhoven verbonden die een deel van het huidige plein innamen.
Tot de Franse Revolutie was Cusset een bezit van de Abdij Saint-Sauveur. In 1792 werd de abdij definitief gesloten. Na het ruimen van de kerkhoven en de afbraak van de kerken Notre-Dame en Saint-Sauveur ontstond aan het einde van de 18e eeuw een groot plein, toen nog Place d'Armes genoemd. Later werd het plein genoemd naar de schrijver Victor Hugo. In 1905 werden verschillende huizen aan de westelijke zijde van het plein afgebroken om een brede boulevard te creëren (de huidige Boulevard du Général de Gaulle). In 2018 kreeg het plein een nieuwe bestrating met een ingebouwde fontein.

## Beschrijving
Aan de oostzijde van het plein bevindt zich de westelijke gevel van de neogotische kerk Saint-Saturnin, ingewijd in 1868. Voor de kerktoren bevindt zich een monument voor de slachtoffers van de Tweede Wereldoorlog, ontworpen door Robert Mermet. Aan de zuidzijde bevindt zich de noordelijke gevel van het gemeentehuis, dat vroeger een kloostergebouw van de benedictinessenabdij was. Aan de westelijke zijde bevinden zich enkele huizen uit de 15e eeuw. Uit dezelfde periode dateert het Maison de Louis XI aan de noordzijde van het plein. In 1440 werd hier de vrede tussen koning Karel VII en de dauphin, de latere koning Lodewijk XI, gesloten die een einde maakte een de edelenopstand van de Praguerie. Aan de noordzijde bevindt zich ook het voormalige kanunnikenhuis (huisnummers 38-40-42) , deels met vakwerk.

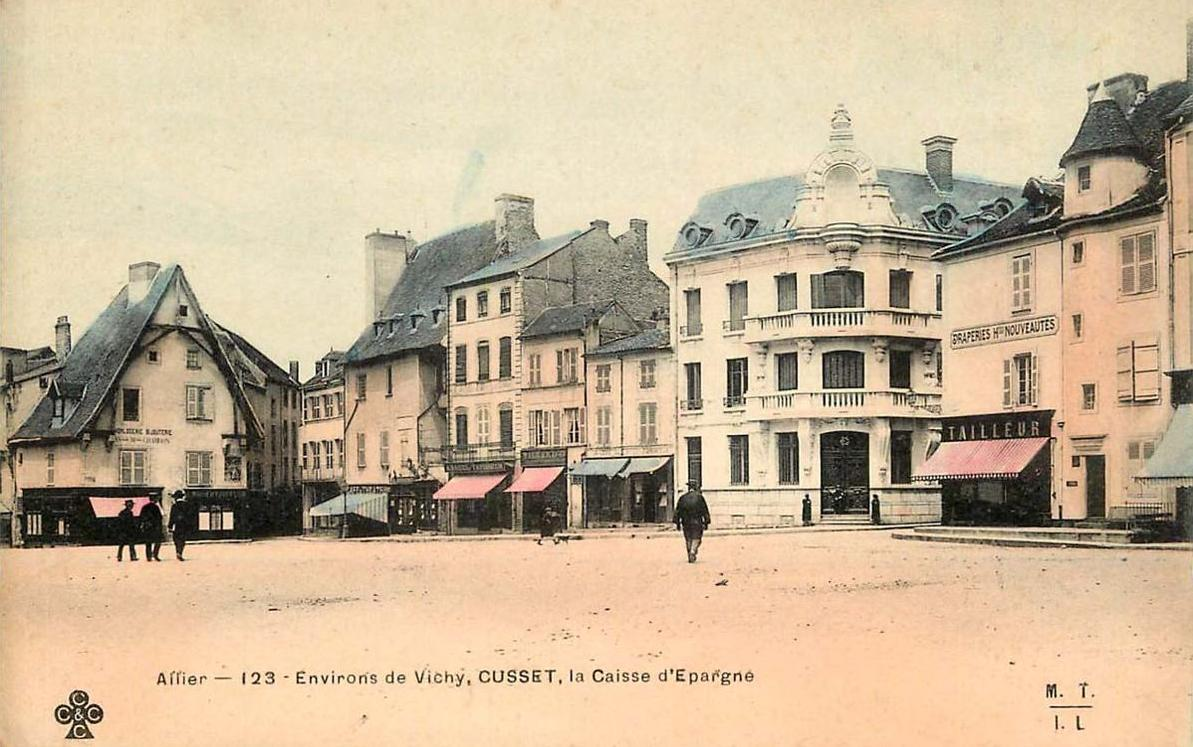
Place Victor Hugo (ca. 1905)
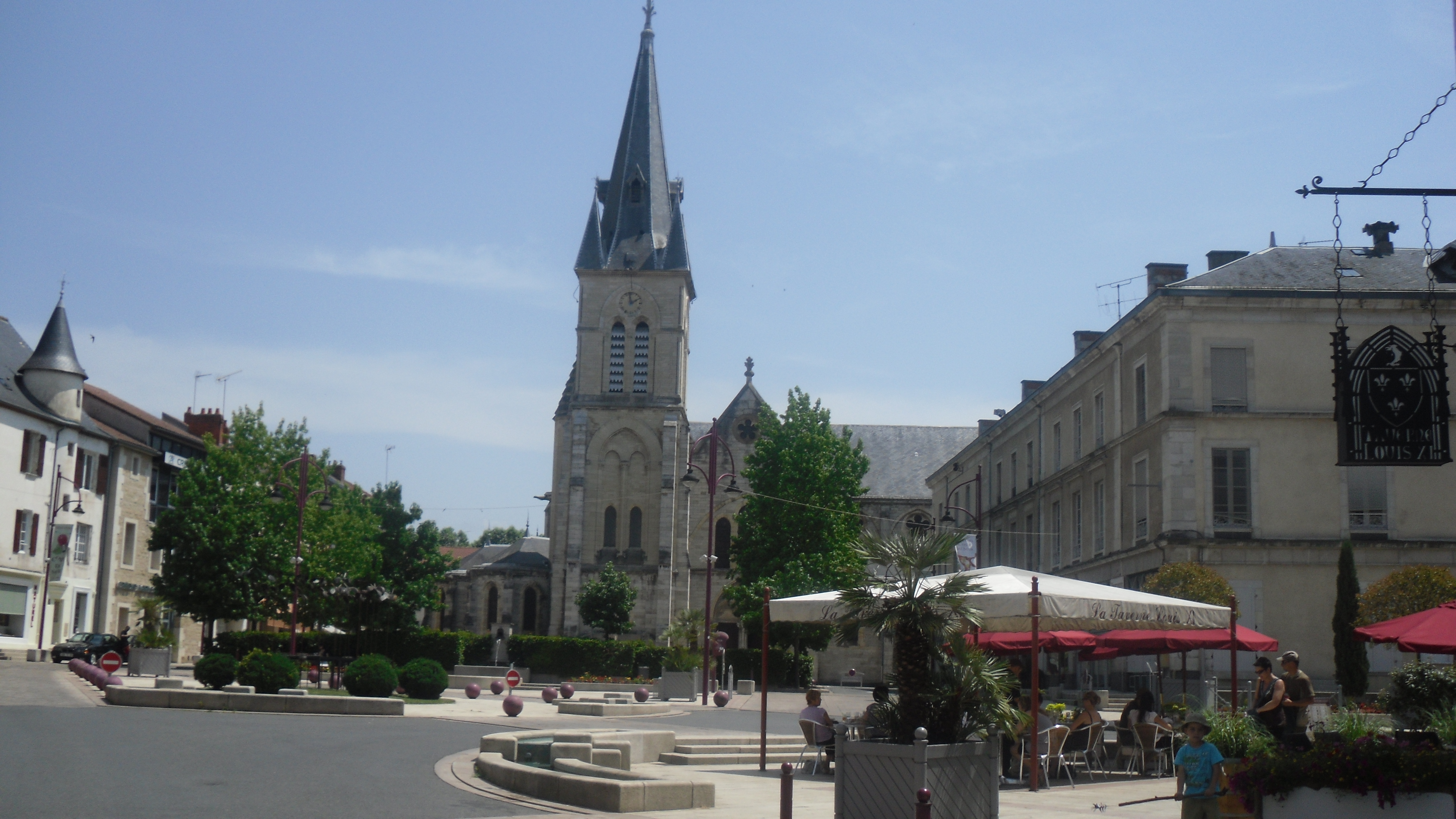
Place Victor Hugo (2010)
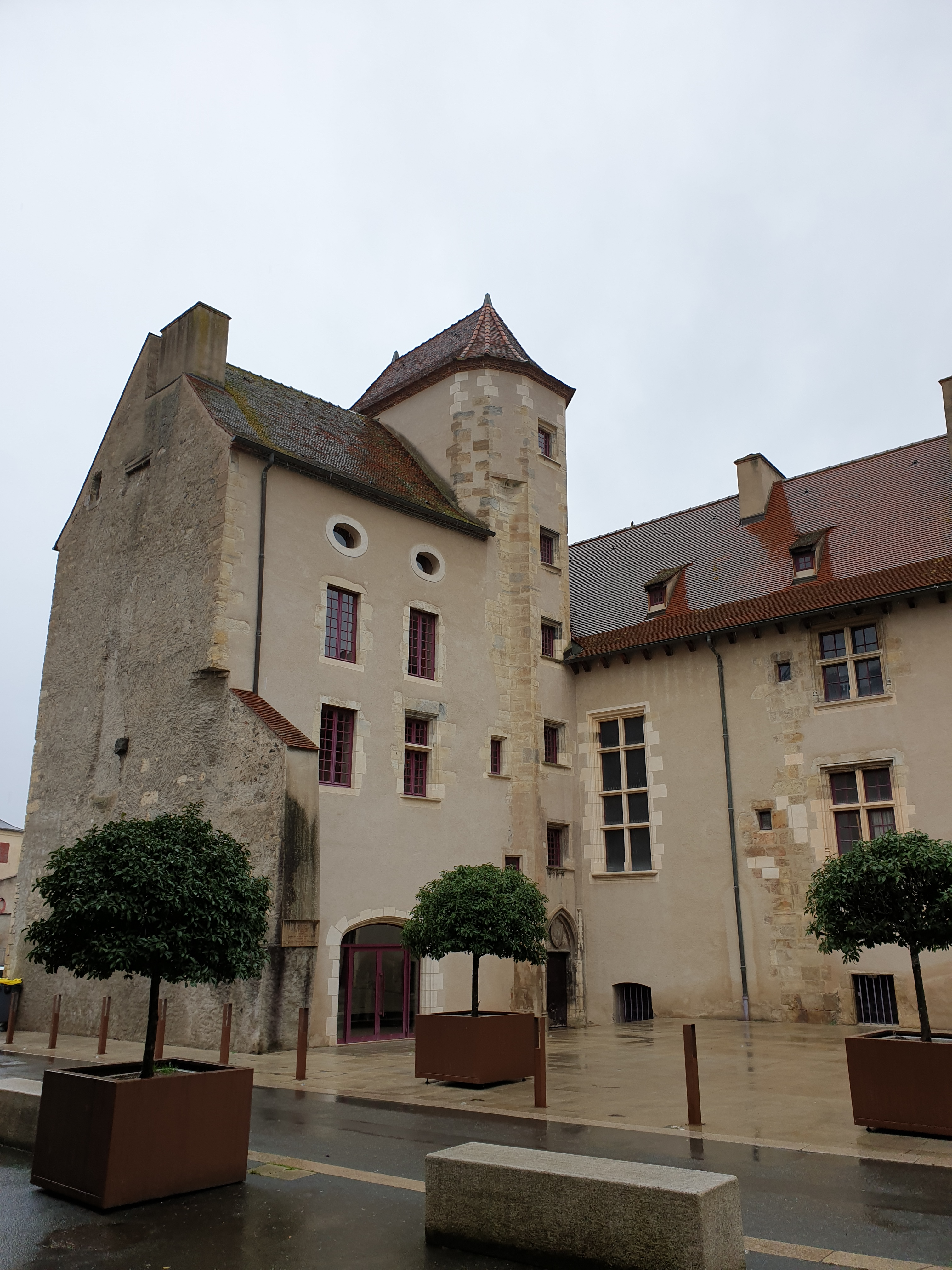
Maison de Louis XI